# Simon Dominic
Jung Ki-seok (em coreano: 정기석; nascido em 9 de março de 1984) mais conhecido pelo seu nome artístico Simon Dominic (em coreano: 사이먼 도미닉), é um rapper sul-coreano e ex co-CEO da gravadora independente AOMG. Ele também é um ex-membro do duo de hip hop Supreme Team. Seu nome artístico é uma combinação de Simon, Wesley Snipes personagem do filme Demolition Man e Dominic seu nome de batismo.

## Biografia

### Carreira
Simon Dominic apareceu pela primeira vez na cena subterrânea underground coreana sob o nome de K-Outa.
Ele e o rapper E Sens formaram o duo de hip-hop Supreme Team em 2009. Eles ganharam vários prêmios durante sua carreira, incluindo o Best New Male Group em 2009 no Mnet Asian Music Awards e o Prêmio Hip Hop em 2010 no Golden Disk Awards. O grupo se separou em 2013, quando um E Sens partiu para seguir uma carreira solo, naquele mesmo ano Simon lançou seu primeiro álbum solo o "Simon Dominic Presents: SNL League Begins".
Simon Dominic deixou o selo da Supreme Team "Amoeba Culture", em 2014 e tornou-se co-CEO da gravadora independente do Jay Park, AOMG, sob a qual ele agora lança música.
Em 2015, Simon Dominic fez comeback com o lançamento do mini-álbum "Won & Only" depois de um longo hiato. Seu single pré-lançamento conquistou mais sucesso do que a faixa-título do álbum com o mesmo nome. Seu single de pré-lançamento, "Simon Dominic", conseguiu um Certificado All-Kill nas paradas de musicais após três dias de seu lançamento e alcançou #2 no semanal Gaon Digital Chart. Ele apareceu como um juiz e produtor na quinta temporada do programa de TV Show Me The Money. vencendo o mesmo. Simon depois de vencer o SMTM5 ficou longe das mídias e sem lançar músicas por dois anos, não se sabe exatamente o que aconteceu. Em Junho de 2018 Simon finalmente reativa suas redes sociais e lança um novo álbum o "DARKROOM: ROOMATES ONLY" seu álbum mais Dark revelando acontecimentos do passado e uma possível depressão, dentre as músicas do álbum está o single "Me no Jay Park" no qual ele revela o porquê ter ficado dois anos longe da mídia e do porque estar se demitindo do cargo de co-CEO. Em 3 de setembro de 2019, Simon lança seu álbum o "No Open Flames" e no mesmo ano ele e mais 4 amigos nascidos em 1984 se juntaram para formar o grupo de hip-hop Damoim, sendo eles: Simon Dominic, The Quiett, Paloalto, Deepflow e Yumdda.